# Coupe CECAFA des nations 1990
Navigation
Kenya 1989 Ouganda 1991
La Coupe CECAFA des nations 1990 est la dix-septième édition de la Coupe CECAFA des nations qui a eu lieu au Zanzibar du 8 au 20 décembre 1990. Les nations membres de la CECAFA (Confédération d'Afrique centrale et de l'Est) sont invitées à participer à la compétition.
C'est l'Ouganda, tenant du titre, qui remporte à nouveau la compétition en s'imposant en finale face au Soudan. La Tanzanie termine à la troisième place. C'est le cinquième titre de champion de la CECAFA pour la sélection ougandaise.

## Équipes participantes
- Zanzibar - Organisateur
- Ouganda - Tenant du titre
- Tanzanie
- Kenya
- Zimbabwe
- Malawi
- Soudan

## Compétition

### Premier tour

#### Groupe A
| Rang | Équipe   | Pts | J | G | N | P | Bp | Bc | Diff |  | Résultats (▼ dom., ► ext.) |  |     |     |     |
| ---- | -------- | --- | - | - | - | - | -- | -- | ---- |  | -------------------------- |  | --- | --- | --- |
| 1    | Tanzanie | 3   | 3 | 1 | 1 | 1 | 2  | 1  | +1   |  | Tanzanie                   |  | 0-0 | 0-1 | 2-0 |
| 2    | Zanzibar | 3   | 3 | 1 | 1 | 1 | 2  | 2  | 0    |  | Zanzibar                   |  |     | 2-1 | 0-1 |
| 3    | Malawi   | 3   | 3 | 1 | 1 | 1 | 2  | 2  | 0    |  | Malawi                     |  |     |     | 0-0 |
| 4    | Zimbabwe | 3   | 3 | 1 | 1 | 1 | 1  | 2  | -1   |  | Zimbabwe                   |  |     |     |     |

- Zanzibar et le Malawi sont départagés par le résultat de la rencontre qui les a opposés (victoire 2-1 de Zanzibar).

#### Groupe B
| Rang | Équipe    | Pts | J | G | N | P | Bp | Bc | Diff |  | Résultats (▼ dom., ► ext.) |  |     |     |
| ---- | --------- | --- | - | - | - | - | -- | -- | ---- |  | -------------------------- |  | --- | --- |
| 1    | Soudan    | 3   | 2 | 1 | 1 | 0 | 4  | 3  | +1   |  | Soudan                     |  | 2-2 | 2-1 |
| 2    | Ouganda T | 2   | 2 | 0 | 2 | 0 | 4  | 4  | 0    |  | Ouganda T                  |  |     | 2-2 |
| 3    | Kenya     | 1   | 2 | 0 | 1 | 1 | 3  | 4  | -1   |  | Kenya                      |  |     |     |

### Demi-finales
| 17 décembre 1990 | Soudan | 1 - 0 | Zanzibar | Zanzibar |  |
|                  |        |       |          |          |  |

| 17 décembre 1990 | Tanzanie        | 1 - 1 | Ouganda | Zanzibar |  |
|                  |                 |       |         |          |  |
|                  | Tirs au but 5-6 |       |         |          |  |

### Match pour la3eplace
| 19 décembre 1990 | Tanzanie | 2 - 1 | Zanzibar | Zanzibar |  |
|                  |          |       |          |          |  |

### Finale
| 20 décembre 1990 | Ouganda                     | 2 - 0 | Soudan | Zanzibar |
|                  | Sam Szimba 34e · Musisi 84e |       |        |          |

| Vainqueur Coupe CECAFA 1990 Ouganda 5e titre |

## Sources et liens externes
- (en) Feuilles de matchs et infos sur RSSSF